# Deutsche Meisterschaften im Skispringen 2019

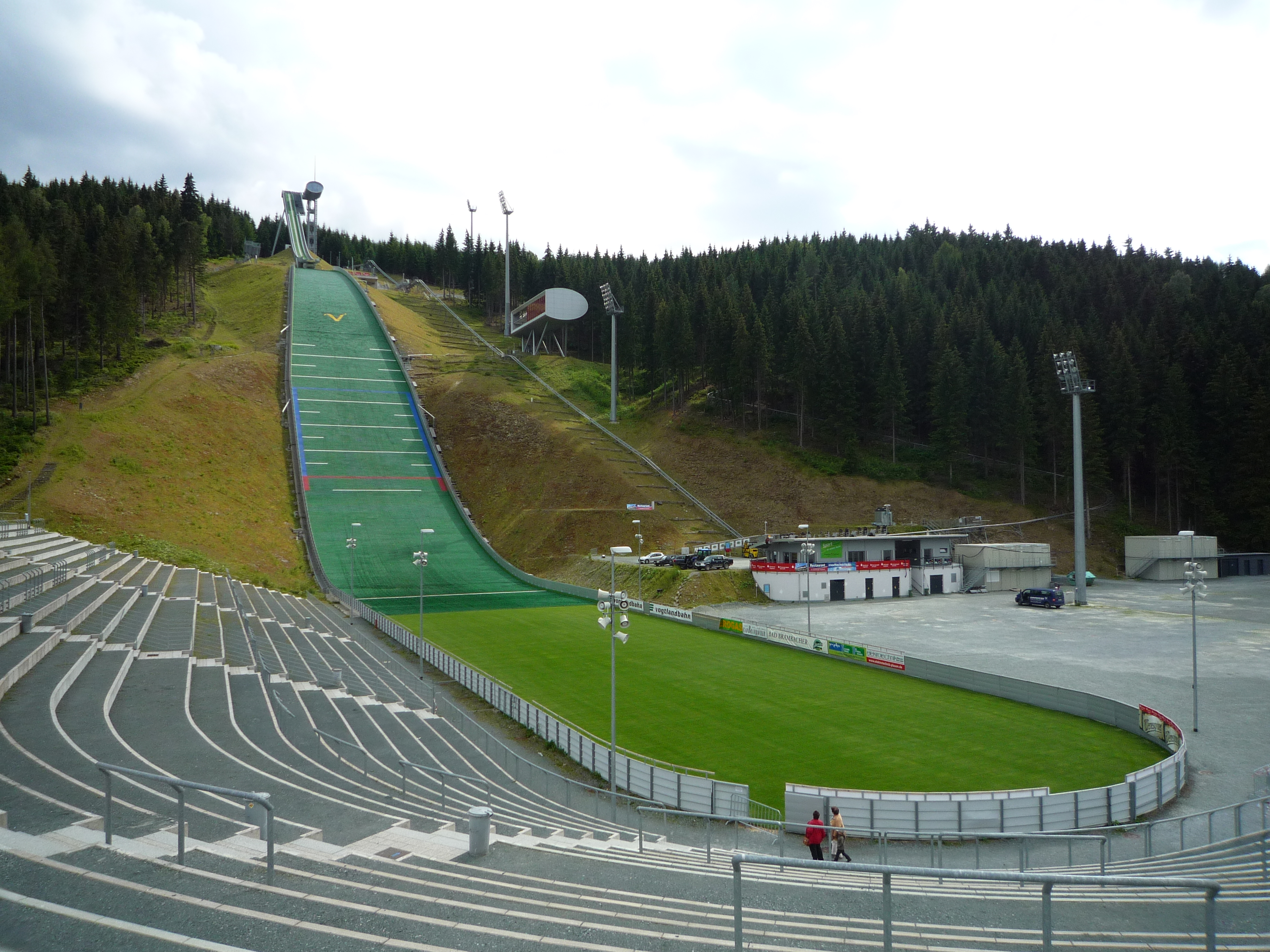
Vogtland Arena in Klingenthal

Die Deutschen Meisterschaften im Skispringen 2019 fanden am 18. und 19. Oktober 2019 im sächsischen Klingenthal statt. Der Veranstalter war der Deutsche Skiverband, wohingegen der WSV 08 Johanngeorgenstadt für die Durchführung zuständig war. Die Sprungdurchgänge wurden auf der mit Matten belegten Großschanze in der Vogtland Arena (K 125/HS 140) ausgetragen. Bei den Herren und den Damen wurde jeweils ein Einzelwettbewerb sowie bei den Herren zusätzlich ein Teamwettbewerb abgehalten. Darüber hinaus wurde der Titel des Deutschen Juniorenmeisters vergeben sowie ein Wettbewerb des Deutschlandpokals für Siebzehnjährige ausgetragen. Deutscher Meister wurde Karl Geiger, der zudem gemeinsam mit Moritz Baer, Constantin Schmid und dem amtierenden Weltmeister Markus Eisenbichler das Teamspringen gewann. Juliane Seyfarth wurde Deutsche Meisterin bei den Frauen.
Die Ausrüstungskontrollen fanden entsprechend den neuesten Festlegungen der FIS statt. Die Meisterschaften wurden gemeinsam mit den Meisterschaften in der Nordischen Kombination veranstaltet.
Der Wettkampf um den Titel der Deutschen Juniorenmeisterin fand bereits am 7. September 2019 von der Kälbersteinschanze in Berchtesgaden statt. Josephin Laue gewann das Meisterschaftsspringen vor Arantxa Lancho und Michelle Göbel.

## Programm und Zeitplan
Zeitplan der Deutschen Meisterschaften:
| Datum            | Uhrzeit      | Ereignis                             | Ort                                        |
| ---------------- | ------------ | ------------------------------------ | ------------------------------------------ |
| Fr., 18. Oktober | 16:00        | Mannschaftsführersitzung             | Pressezelt in der Sparkasse Vogtland Arena |
| Fr., 18. Oktober | 17:00        | Offizielles Sprungtraining           | Vogtland Arena                             |
| Fr., 18. Oktober | anschließend | Probedurchgang                       | Vogtland Arena                             |
| Fr., 18. Oktober | 18:30        | 1. Wertungsdurchgang Einzelwettkampf | Vogtland Arena                             |
| Fr., 18. Oktober | anschließend | Finaldurchgang Einzelwettkampf       | Vogtland Arena                             |
| Fr., 18. Oktober | anschließend | Siegerehrung                         | Vogtland Arena                             |
| Sa., 19. Oktober | 11:00        | Probedurchgang Teamwettkampf         | Vogtland Arena                             |
| Sa., 19. Oktober | 11:35        | 1. Wertungsdurchgang Teamwettkampf   | Vogtland Arena                             |
| Sa., 19. Oktober | anschließend | Finaldurchgang Teamwettkampf         | Vogtland Arena                             |
| Sa., 19. Oktober | anschließend | Siegerehrung                         | Vogtland Arena                             |

Zudem bot der Veranstalter auf Anfrage ein freies Training in der Vogtland Arena an. Der Trainingsdurchgang fand am Freitag, den 18. Oktober von 10:00 bis 11:00 Uhr statt.

## Ergebnisse – Frauen

### Frauen Einzel
Der Einzelwettbewerb fand am 18. Oktober 2019 von der Großschanze statt.
| Platz | Name              | Verein             | Weite 1 | Weite 2 | Punkte |
| ----- | ----------------- | ------------------ | ------- | ------- | ------ |
| 01.   | Juliane Seyfarth  | TSG Ruhla          | 129,5   | 124,5   | 281,8  |
| 02.   | Katharina Althaus | SC Oberstdorf      | 123,0   | 116,5   | 248,7  |
| 03.   | Agnes Reisch      | WSV Isny           | 128,5   | 127,5   | 244,0  |
| 04.   | Luisa Görlich     | WSV 08 Lauscha     | 118,5   | 112,5   | 192,9  |
| 05.   | Svenja Würth      | SV Baiersbronn     | 116,5   | 114,5   | 190,7  |
| 06.   | Selina Freitag    | SG Nickelhütte Aue | 119,5   | 110,5   | 187,0  |
| 07.   | Pauline Heßler    | WSV 08 Lauscha     | 112,0   | 109,0   | 177,1  |
| 08.   | Gianina Ernst     | SC Oberstdorf      | 101,0   | 110,5   | 158,7  |
| 09.   | Josephin Laue     | SFV Rothenburg     | 105,5   | 097,0   | 136,7  |
| 10.   | Arantxa Lancho    | SG Nickelhütte Aue | 097,0   | 070,0   | 061,1  |

### Juniorinnen Einzel
Der Einzelwettbewerb der Juniorinnen fand am 7. September 2019 auf der Normalschanze (K 90/HS 98) statt. Es kamen neun Athletinnen in die Wertung.
| Platz | Name              | Verein             | Weite 1 | Weite 2 | Punkte |
| ----- | ----------------- | ------------------ | ------- | ------- | ------ |
| 01.   | Josephin Laue     | SFV Rothenburg     | 089,0   | 084,5   | 200,7  |
| 02.   | Arantxa Lancho    | SG Nickelhütte Aue | 081,0   | 088,5   | 199,3  |
| 03.   | Michelle Göbel    | SC Willingen       | 080,0   | 087,5   | 189,5  |
| 04.   | Selina Freitag    | SG Nickelhütte Aue | 081,5   | 085,0   | 186,9  |
| 05.   | Pia Lilian Kübler | SV Zschopau        | 082,5   | 084,0   | 182,8  |
| 06.   | Emily Schneider   | SC Rückershausen   | 077,0   | 075,0   | 151,6  |
| 07.   | Ronja Drax        | SC Partenkirchen   | 069,5   | 067,5   | 119,2  |
| 08.   | Sophia Maurus     | TSV Buchenberg     | 066,0   | 067,0   | 111,9  |
| 09.   | Kathrin Hitzinger | WSV DJK Rastbüchl  | 052,0   | 053,0   | 042,6  |

## Ergebnisse – Männer

### Männer Einzel
Der Einzelwettbewerb fand am 18. Oktober 2019 von der Großschanze statt. Den weitesten Sprung des Tages zeigte der spätere Meister Karl Geiger mit einer Weite von 144 Metern im ersten Durchgang.
| Platz | Name                | Verein                | Weite 1 | Weite 2 | Punkte |
| ----- | ------------------- | --------------------- | ------- | ------- | ------ |
| 01.   | Karl Geiger         | SC Oberstdorf         | 144,0   | 137,5   | 314,2  |
| 02.   | Markus Eisenbichler | TSV Siegsdorf         | 137,0   | 129,0   | 299,2  |
| 03.   | Richard Freitag     | SG Nickelhütte Aue    | 130,0   | 132,0   | 283,2  |
| 04.   | Stephan Leyhe       | SC Willingen          | 132,5   | 123,5   | 268,1  |
| 05.   | Constantin Schmid   | WSV Oberaudorf        | 127,0   | 131,0   | 266,2  |
| 06.   | Moritz Baer         | SF Gmund Dürnbach     | 130,5   | 127,0   | 265,5  |
| 07.   | Philipp Raimund     | SC Oberstdorf         | 122,0   | 125,5   | 258,4  |
| 08.   | Adrian Sell         | SV Meßstetten         | 121,5   | 127,0   | 253,3  |
| 09.   | Justin Lisso        | WSV Schmiedefeld      | 126,0   | 121,0   | 242,5  |
| 10.   | Martin Hamann       | SG Nickelhütte Aue    | 126,5   | 118,0   | 242,3  |
| 10.   | Kilian Märkl        | SC Partenkirchen      | 121,0   | 124,5   | 242,3  |
| 12.   | Felix Hoffmann      | SWV Goldlauter        | 129,5   | 116,5   | 237,0  |
| 13.   | Paul Winter         | SC Willingen          | 119,0   | 119,5   | 234,3  |
| 14.   | Claudio Haas        | ST Schonach-R.        | 119,0   | 119,5   | 230,6  |
| 15.   | Tim Fuchs           | SC Degenfeld          | 120,5   | 120,0   | 229,2  |
| 16.   | Anton Schlütter     | SC Motor Zella-Mehlis | 119,5   | 117,0   | 227,5  |
| 17.   | Luca Roth           | SV Meßstetten         | 119,0   | 113,5   | 226,6  |
| 18.   | Fabian Seidl        | SC Auerbach           | 116,5   | 116,0   | 219,8  |
| 19.   | Quirin Modricker    | SC Hinterzarten       | 112,5   | 113,5   | 201,5  |
| 20.   | Lennart Weigel      | SK Meinerzhagen       | 107,0   | 108,0   | 181,8  |
| 21.   | Yanick Idesheim     | SC Hinterzarten       | 110,5   | 106,0   | 181,1  |
| 22.   | Tom Gerisch         | WSG Rodewisch         | 108,0   | 099,5   | 149,8  |
| 23.   | Julian Ketterer     | SZ Breitnau           | 096,5   | 102,5   | 148,1  |
| 24.   | Fabian Schmidt      | SG Nickelhütte Aue    | 095,0   | 095,5   | 133,1  |
| 25.   | Tobias König        | SC Oberstdorf         | 092,0   | 094,5   | 124,3  |
| 26.   | Eric Fuchs          | SC Oberstdorf         | 092,0   | 091,5   | 113,8  |

### Männer Team
Das Teamspringen der Männer fand am 19. Oktober 2019 auf der Großschanze statt. Nachdem im Vorjahr zwölf Teams am Wettkampf teilnahmen, so waren es 2019 nur noch deren Acht. Alle kamen in die Wertung.
| Platz | Team                                   | Namen                                                         | Weite 1                 | Weite 2                 | Punkte |
| ----- | -------------------------------------- | ------------------------------------------------------------- | ----------------------- | ----------------------- | ------ |
| 01.   | Bayern (BSV) I                         | Karl Geiger Moritz Baer Constantin Schmid Markus Eisenbichler | 138,0 136,0 140,5 136,5 | 144,5 136,5 139,5 135,0 | 1144,5 |
| 02.   | Baden-Württemberg (SBW) I              | Claudio Haas Adrian Sell Tim Fuchs Luca Roth                  | 133,5 128,5 130,5 127,0 | 133,5 121,0 130,0 111,0 | 0932,1 |
| 03.   | Thüringen (TSV) I                      | Anton Schlütter Justin Lisso Justus Grundmann Felix Hoffmann  | 124,5 132,5 115,5 133,0 | 127,0 125,0 106,0 129,0 | 0879,8 |
| 04.   | Bayern (BSV) II                        | Kilian Märkl Fabian Seidl Tobias König Philipp Raimund        | 129,0 126,0 111,5 128,5 | 130,5 117,5 103,5 129,5 | 0845,0 |
| 05.   | Hessen (HSV) Nordrhein-Westfalen (WSV) | Paul Winter Lennart Weigel Simon Spiewok Stephan Leyhe        | 125,0 112,5 105,0 133,5 | 121,5 116,0 098,0 136,5 | 0800,6 |
| 06.   | Sachsen (SVSAC) I                      | Martin Hamann Fabian Schmidt Tom Gerisch Richard Freitag      | 128,0 111,0 105,0 140,0 | 135,0 097,5 100,5 131,5 | 0795,8 |
| 07.   | Baden-Württemberg (SBW) II             | Yanick Idesheim Julian Ketterer Quirin Modricker Finn Braun   | 105,5 122,5 115,0 116,5 | 116,0 105,5 113,5 108,0 | 0708,3 |
| 08.   | Bayern (BSV) Thüringen (TSV)           | Simon Steinbeißer Emanuel Schmid Luca Geyer Eric Fuchs        | 108,0 092,0 118,5 104,0 | 113,0 090,0 104,5 094,0 | 0553,8 |

### Junioren Einzel
Der Einzelwettbewerb der Junioren fand am 18. Oktober 2019 auf der Großschanze statt und war in dem der Senioren integriert. Es kamen alle zwölf Athleten in die Wertung.
| Platz | Name             | Verein             | Weite 1 | Weite 2 | Punkte |
| ----- | ---------------- | ------------------ | ------- | ------- | ------ |
| 01.   | Philipp Raimund  | SC Oberstdorf      | 122,0   | 125,5   | 216,2  |
| 02.   | Kilian Märkl     | SC Partenkirchen   | 121,0   | 124,5   | 200,1  |
| 03.   | Claudio Haas     | ST Schonach-R.     | 119,0   | 119,5   | 188,4  |
| 04.   | Luca Roth        | SV Meßstetten      | 119,0   | 113,5   | 184,4  |
| 05.   | Quirin Modricker | SC Hinterzarten    | 112,5   | 113,5   | 159,3  |
| 06.   | Lennart Weigel   | SK Meinerzhagen    | 107,0   | 108,0   | 139,6  |
| 07.   | Yanick Idesheim  | SC Hinterzarten    | 110,5   | 106,0   | 138,9  |
| 08.   | Tom Gerisch      | WSG Rodewisch      | 108,0   | 099,5   | 107,6  |
| 09.   | Julian Ketterer  | SZ Breitnau        | 096,5   | 102,5   | 105,9  |
| 10.   | Fabian Schmidt   | SG Nickelhütte Aue | 095,0   | 095,5   | 090,9  |
| 11.   | Tobias König     | SC Oberstdorf      | 092,0   | 094,5   | 082,1  |
| 12.   | Eric Fuchs       | SC Oberstdorf      | 092,0   | 091,5   | 071,6  |